# 福山郵便局 (広島県)
福山郵便局（ふくやまゆうびんきょく）は、広島県福山市にある郵便局である。民営化前の分類では集配普通郵便局であった。

## 概要
住所：〒720-8799 広島県福山市東桜町3-4

### 併設施設
- ゆうちょ銀行福山店（広島支店福山出張所）：取扱店番号510020
- かんぽ生命保険福山支店

### 出張所（局外ATM）
民営化前は以下の場所に出張所としてATMを設置していた。現在も同じ場所にATMがあるが、管理はゆうちょ銀行広島支店となっている。
- ゆめタウン福山内出張所（旧イトーヨーカドー福山内出張所）
- 天満屋ハピータウン福山ポートプラザ出張所
- 天満屋福山店内出張所
- 福山ロッツ内出張所 - 2013年4月24日閉店[1]。

## 沿革
- 1872年1月14日（明治4年12月5日） - 福山郵便取扱所として開設[2]。
- 1873年（明治6年）4月 - 福山郵便役所となる[2]。
- 1875年（明治8年）1月1日 - 福山郵便局（四等）となる。同年、為替取扱を開始[2]。
- 1878年（明治11年） - 貯金取扱を開始[2]。
- 1890年（明治23年）1月16日 - 福山郵便電信局となる[2]。
- 1903年（明治36年）4月1日 - 通信官署官制の施行に伴い福山郵便局となる[2]。
- 1950年（昭和25年）8月6日 - 福山市東霞町から同市新馬場町へ移転[3]。
- 1960年（昭和35年）3月26日 - 水越郵便局および水呑郵便局から集配業務を移管。
- 1967年（昭和42年）11月18日 - 電話通話事務および和文電報受付事務を開始。
- 1992年（平成4年）8月3日 - 外国通貨の両替および旅行小切手の売買に関する業務取扱を開始。
- 2007年（平成19年）10月1日 - 民営化に伴い、併設された郵便事業福山支店、ゆうちょ銀行福山店、かんぽ生命保険福山支店に一部業務を移管。
- 2012年（平成24年）10月1日 - 日本郵便株式会社発足に伴い、郵便事業福山支店を福山郵便局に統合。
- 2017年（平成29年）7月23日  - ゆうゆう窓口24時間営業廃止[注釈 1][4]。

## 取扱内容

### 福山郵便局
- 郵便、印紙、ゆうパック、内容証明
- 生命保険、バイク自賠責保険、自動車保険、がん保険、引受条件緩和型医療保険
- 福山市内の一部地域（〒720-00xx、720-08xx、720-85xx、720-86xx、720-87xx）の集配業務
- ゆうゆう窓口

### ゆうちょ銀行福山店
- 貯金、貸付、為替、振替、振込、国際送金、外貨両替、トラベラーズチェック、国債、投資信託、変額年金保険
- ATM

### かんぽ生命保険福山支店
- 個人向け窓口業務は、郵便局が代理店として行う。

## 周辺
- 福山市役所
- NHK福山支局

## アクセス
- JR福山駅（南口）から徒歩約8分
- 中国バス、トモテツバス 市役所前停留所下車
- 山陽自動車道 福山東ICから南西へ約5km
- 国道2号沿い
- 駐車場あり：12台